# Zeta Coronae Australis
Désignations
Zeta Coronae Australis (ζ Coronae Australis / ζ CrA) est une étoile de la constellation de la Couronne australe. Elle est visible à l'œil nu avec une magnitude apparente de 4,75. L'étoile présente une parallaxe de 18,20 mas mesurée par le satellite Gaia, ce qui permet d'en déduire qu'elle est distante d'environ 55 pc (∼179 al) de la Terre. À cette distance, sa magnitude visuelle est diminuée de 0,15 en raison de l'extinction créée par la poussière interstellaire présente sur le trajet de sa lumière.
Zeta Coronae Australis est une étoile bleu-blanc de la séquence principale de type spectral B9,5 Vann. La lettre « a » dans son suffixe indique qu'elle est particulièrement lumineuse pour une étoile de son type, tandis que la notation « nn » indique que les raies d'absorption de son spectre apparaissent très élargies (très « nébuleuses ») en raison de sa rotation rapide. Elle tourne en effet à une vitesse de rotation projetée de 308 km/s. L'étoile est estimée être âgée de 76 millions d'années et elle est 2,92 fois plus massive que le Soleil. Son rayon est 2,11 fois plus grand que le rayon solaire, elle est 51 fois plus lumineuse que le Soleil et sa température de surface est de 12,039 K.
Zeta Coronae Australis présente un excès d'émission dans l'infrarouge à une longueur d'onde de 60 μm. Cela suggère la présence d'un disque de débris, dont la température est de 120 K et qui orbite à une distante moyenne de 34 ua de l'étoile hôte.